# Minamisanriku
Minamisanriku (jap. 南三陸町, -chō) ist eine Hafenstadt im Landkreis Motoyoshi, Präfektur Miyagi, Japan.
Am 11. März 2011 wurde die Stadt durch einen Tsunami infolge des Tōhoku-Erdbebens in weiten Teilen verwüstet.

## Etymologie
Der Name der Stadt lässt sich mit „Süd-Sanriku“ übersetzen, wobei Sanriku der Name der umgebenden Region ist und wörtlich „drei riku“ bedeutet. Dieses riku wiederum bezieht sich auf die früheren Provinzen Rikuō, Rikuchū und Rikuzen, deren ehemalige Gebiete die Region umspannt.

## Geographie
Minamisanriku befindet sich im Nordosten der Präfektur Miyagi entlang der pazifischen Sanriku-Riasküste. Das Gebiet ist durch seine zerklüftete Küste gekennzeichnet. Die Auflauf- und Überflutungshöhen des Tsunamis von 2011 waren in diesen zerklüfteten Küstengebieten sehr hoch. Das Gelände trug zur Verstärkung der Schäden bei, indem es den Weg für den Tsunami räumlich einengte und die Tsunamiwelle kilometerweit in das Tal lenkte.
Ein großer Teil des Gemeindegebietes ist Teil des Kitakami-Berglandes, was dazu führt, dass mehr als 70 % des Gemeindegebietes bewaldet sind und das Siedlungsgebiet hauptsächlich nur die Flussmündungen darstellen. Die gesamte Küste gehört wegen ihrer natürlichen Schönheit zum Minamisanriku-Kinkazan-Quasinationalpark.
Die Stadt besteht aus vier Ortsteilen:
- Utatsu (歌津) im Norden, wo der Isatomae-gawa (伊里前川) in die Isatomae-Bucht (伊里前湾, -wan) fließt
- Shizugawa (志津川) im Osten am nordwestlichen Teil der Shizugawa-Bucht (志津川湾, -wan) im gemeinsamen Mündungstal des Mizushiri-gawa (水尻川), Hachiman-gawa (八幡川) und Araita-gawa (新井田川)
- Iriya (入谷) in einem nordwestlichen Tal davon
- Tokura (戸倉) am südlichen Teil der Shizugawa-Bucht an der Mündung des am Oritate-gawa (折立川).

In der Shizugawa-Bucht befinden sich zudem einige kleinere Inseln.
Der Ortsteil Shizugawa in der sich nach Osten zum Pazifik öffnenden Shizugawa-Bucht bildet den Hauptteil der Stadt. Die Form der Shizugawa-Bucht ist durch einen 6,6 km breiten Buchteingang bei einer Gesamtfläche der Bucht von 46,8 km² gekennzeichnet. Die eigentliche, innerhalb der Shizugawa-Bucht gelegene Bucht, in der sich die „Stadt Minamisanriku“ (im Sinne von: Ortsteil Shizugawa) befindet und in die 3 Flusstäler (Mizushiri/水尻川 im Westen, Hachiman/八幡川 im Nordwesten und Araita/新井田川 im Nordosten) einmünden, ist ebenfalls von breiter Form, öffnet sich nach Südosten und hat einen 1,7 km breiten Buchteingang und eine mit 1,1 km Breite etwas schmalere Hafeneinfahrt. Weiter landeinwärts erstrecken sich die urban entwickelten Gebiete bis 1,5 km in das Binnenland.

## Geschichte
Die kleineren Täler an der zerklüfteten Sanriku-Küste beherbergten in der Regel semiunabhängige Fischerweiler, deren Bewohner sich in der Vergangenheit unter ihren eigenen keiyakukai (Gemeinschaftsverträgen) organisiert hatten.
Die Stadt entstand am 1. Oktober 2005 aus dem Zusammenschluss der beiden Gemeinden Shizugawa (志津川町, -chō) und Utatsu (歌津町, -chō).
Minamisanriku ist eine Stadt mit florierender Fischerei, in der die Aquakultur von Silberlachs, Jakobsmuscheln und Austern blüht. Aufgrund ihrer wirtschaftlichen Bedeutung stellen durch Tsunamis verursachte Schäden an diesen aquakulturellen Einrichtungen ein ernstes Problem dar.

## Erdbeben- und Tsunamikatastrophen
| Katastrophenereignis | Völlig zerstörte Häuser | Zahl der Todesopfer | Quelle |
| --- | ----------------------- | ------------------- | ------ |
| Meiji 1896 (Erdbeben und Tsunami) | 475                     | 1234                | [ 5 ]  |
| Shōwa 1933 (Erdbeben und Tsunami) | 187                     | 85                  | [ 5 ]  |
| Chile 1960 (Erdbeben und Tsunami) | 601                     | 38                  | [ 5 ]  |
| Tōhoku 2011 (Erdbeben und Tsunami) | 3167                    | 812                 | [ 5 ]  |
| Anmerkung: Die Zahl der Todesopfer für die Tōhoku-Katastrophe 2011 errechnet sich aus den Gesamtzahlen der Toten und Vermissten des 153. FDMA-Schadensberichts vom 8. März 2016 abzüglich der Zahlenangaben katastrophenbedingter Todesfälle, die von der Wiederaufbaubehörde (Reconstruction Agency, RA) ermittelt wurden. |                         |                     |        |

### Historische Tsunami-Erfahrungen und Gegenmaßnahmen
Die Sanriku-Küste ist ein Gebiet, das in der Vergangenheit bereits oft von Tsunamis betroffen war. Innerhalb von einhundert Jahren hatten drei große Tsunamis, der Meiji-Sanriku-Tsunami 1896 (vormalige Gemeinde Shizugawa: 441 Tote, 175 weggespülte Häuser), der Shōwa-Sanriku-Tsunami 1933 (vormalige Gemeinde Shizugawa: 22 Tote und Verletzte, 7 weggespülte Häuser) und der Chile-Tsunami 1960 (vormalige Gemeinde Shizugawa: 41 Tote, 965 fortgespülte oder zerstörte Häuser, 5,17 Mrd. Yen Schäden) die Tōhoku-Region einschließlich von Minamisanriku getroffen. Aufgrund der historischen Erfahrung ist der Bevölkerung von Minamisanriku die Gefahr von Tsunamis sehr gegenwärtig.
Nach dem vom Chilenischen Erdbeben 1960 ausgelösten Tsunami waren mit +4,6 m Höhe über dem mittleren Meeresspiegel Seawalls und Tsunamiwehre errichtet worden. Jährlich wurden Tsunamievakuierungsübungen durchgeführt. Die drei die Stadt durchquerenden Flüsse waren mit Tsunamitoren ausgestattet worden, die innerhalb von 15 Minuten geschlossen werden konnten, um Tsunamis daran zu hindern, stromaufwärts über die Flussläufe in das Landesinnere vorzudringen. In Shizugawa, das während des Chile-Tsunamis von 1960 schwere Schäden erlitten hatte, wurden Mahnmale erbaut, um den Einwohnern die Gefahr von Tsunamis zu vergegenwärtigen. Die Stadt zeigte sich gegen den vom Tokachi-Erdbeben 1968 ausgelösten Tsunami vollständig geschützt. Anlässlich der dreißigsten Jährung des Chile-Tsunamis von 1960, der in Minamisanriku großen Schaden angerichtet hatte, erhielt der Ort ein Denkmal mit der Bronze-Skulptur eines Kondors als Nationalvogel Chiles, von der chilenischen Regierung als Geschenk und Symbol der Freundschaft mit Chile, das ebenfalls von der Katastrophe betroffen gewesen war. 1991 wurde eine Moai-Statue fertiggestellt, um deren Herstellung die Regierung von Minamisanriku einen chilenischen Bildhauer gebeten hatte. Beide Monumente wurden im Matsubara-Park im Bezirk Shizugawa aufgestellt, wo auch Überflutungsmarken installiert wurden. In der Nähe des Parks wurde ein Flutwehr errichtet und ein privates Wohngebäude als Evakuierungsstätte ausgewiesen.
Schon im Vorfeld des Tōhoku-Erdbebens von 2011 war zudem ein Miyagi-Erdbeben in Begleitung eines Tsunamis für die nahe Zukunft erwartet worden. Somit waren im Gebiet Shizugawa fortschrittliche Gegenmaßnahmen für den Fall eines Tsunamis vorbereitet worden, wie eine Tsunami-Barriere, die Instandhaltung von Zufluchtsstätten, eine sorgfältige Aufklärung der Bevölkerung über die Katastrophenvorsorge und eine 2006 durch Einwohner in jedem Nachbarschaftsverband gegründete freiwillige Katastrophenschutzorganisation. Darüber hinaus hatten die Einwohner von Shizugawa erst rund ein Jahr vor der Katastrophe von 2011, beim Chile-Tsunami vom 27. Februar 2010, bei dem es weder Opfer noch Verletzte gab, sowohl eine Tsunamigroßwarnung, als auch einen Tsunami (mit einer Höhe von 1,30 m in Shizugawa) und die Evakuierungsabläufe erlebt. Eine Tsunamigefahrenkarte für das Shizugawa-Gebiet wurde an alle Haushalte verteilt. Darin waren sowohl das Überflutungsgebiet des Chile-Tsunamis von 1960, als auch das als etwas kleiner erwartete Überflutungsgebiet für den für die nahe Zukunft vorhergesagten Miyagi-Tsunami sowie 10 Evakuierungsstätten eingezeichnet. Die Stadt Minamisanriku hatte sich vor dem Tōhoku-Erdbeben 2011 internationale Anerkennung für ihre Vorbereitungen auf einen Tsunami erworben und war ein bedeutendes Exkursionsziel für Tsunami-Experten.

### Tōhoku-Katastrophe 2011

#### Ausmaß der Überflutung und Schäden

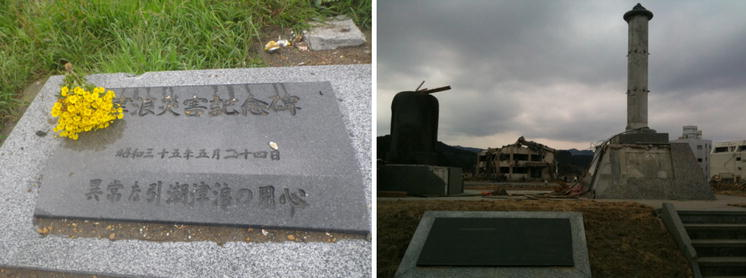
Am 11. März 2011 im Tsunami zerstörte Stein-Mahnmale für den Shōwa-Sanriku-Tsunami (links; die Inschrift mahnt, „vorsichtig vor einer ungewöhnlich zurückweichenden Welle zu sein“) und den Chile-Tsunami 1960 (rechts; zerstörte Moai-Statue und Kondor-Säule) (Fotos: 25. März 2011)

Der durch das Tōhoku-Erdbeben am 11. März 2011 verursachte Tsunami traf dann die Bevölkerung in seiner Höhe unerwartet, zumal die erste Tsunamiwarnung für die Präfektur Miyagi eine Höhe von drei Metern vorausgesagt hatte. Doch während die durchschnittliche Höhe vorangegangener Tsunamis in Minamisanriku über 5 m gelegen hatte, wird die maximale Höhe des Tsunamis von 2011 in der Stadt mit über 10 m für einige Gebiete angegeben. Höhe und die Fläche der Überflutung übertrafen in Minamisanriku bei weitem sowohl die erlebten Werte des Chiletsunamis von 1960 als auch die auf Grundlage des vorausgesagten Miyagi-ken-oki-Erdbebens (mit einer Magnitude von etwa 7,4 und einem Wiederholungsintervall von weniger als 40 Jahren) erwarteten Werte.
Obwohl die Tsunamiwellen in der Bucht mit dem Stadtzentrum Shizugawa im Vergleich zu einigen der enger geformten Rias anderer Orte weniger verstärkt werden konnten, wurde die Tsunami-Höhe an der Küste auf 16 m geschätzt und noch beim 300 m weiter landwärts gelegenen Krankenhaus Shizugawa als mindestens 11 m betragend erfasst.
Am Eingang der Shizugawabucht war kein Wellenbrecher errichtet worden, so dass sich die Tsunamiwellen ungehindert in Richtung der Stadt Shizugawa bewegen konnten. Die Stadt selbst war zwar durch eine Vielzahl an Schutzeinrichtungen geschützt, die vor allem aus dem Seawall (oder den Küstendeichen) und den Flussmündungsfluttoren (zwei Fluttore, die die beiden betreffenden Flussläufe absperrten) bestanden. Doch wurden diese vom Tsunami schwer beschädigt oder völlig zerstört. Die Betonsäulen dieser Fluttore blieben stehen, während die daran angebrachten Stahlbauteile fortgespült wurden. Lange Abschnitte der Tsunami-Mauer stürzten ein. Tatsächlich überwand der Tsunami in Minamisanriku mit seiner Überflutungshöhe von 15,9 m ungehindert die Tsunamiwehre und Gezeitenwellenbrecher.
Zwar hatten Beamte am 11. März noch erfolgreich die Tore absenken können, doch wurden die angrenzenden Deiche von den Fluten überwunden und unterlaufen und konnten die Überflutung der Stadt nicht verhindern. Satellitenbilder der Überflutungsgebiete zeigten, dass der Tsunami fast 3 km den Fluss Hachiman (八幡川) stromaufwärts vordrang sowie rund 2 km weit in die angrenzenden Flusstäler des Misashirigawa (水尻川) im Westen und des Niidagawa (新井田川) im Osten. Er überflutete ein Gebiet von 10 Quadratkilometern und 52 Prozent der Fläche in den Wohngebieten. Große Teile der Stadt, die weniger landeinwärts lagen, wurden vollständig zerstört. Die Zahl der völlig zerstörten Wohngebäude wird mit 3143 beziffert. Auch schätzungsweise 31 der 80 ausgewiesenen Tsunami-Evakuierungsgebäude wurden beschädigt, die meisten weggerissen.
Stahlskelettbau-Gebäude erlitten schwere Schäden und es kam zum Einsturz mehrerer 2- bis 3-stöckiger Stahlbeton-Gebäude aufgrund von Trümmereinwirkung und/oder großflächiger Unterspülung innerhalb von 300 m von der Küste. Mehrere große Stahlbeton-Gebäude, einschließlich vertikaler Evakuierungsstrukturen, widerstanden zwar dem Tsunami, erlitten jedoch mittlere bis schwere Schäden. Im Bereich bis zu einer Entfernung von 500 m von der Uferlinie am Hafen stürzten fast alle holzgestützten Gebäude zusammen, und viele Stahlkelett- und Stahlbeton-Gebäude wiesen mäßige bis schwere Schäden auf.
Die Utatsu Ohashi-Brücke (oder: Utatsu-Brücke), eine 1972 im Utatsu-Gebiet gebaute, rund 300 m lange und 8,3 m breite Spannbetonbrücke, über die die Nationalstraße 45 über die Irimae-Bucht verlief, erlitt durch den Tsunami beträchtlichen Schaden. Die meisten Beton-Aufbaudecks der Brücke wurden vom Tsunami fortgespült, während keine der Stützen kollabierte. Die Brücke war einige Jahre zuvor mit Stahlbetonummantelungen für die Stützen und weiteren Schutzvorrichtungen gegen den Kollaps der Beton-Aufbaudecks nachgerüstet worden. Ein ortsansässiger Einwohner hatte an einem Hang in der Nähe des nach Kesennuma führenden Brückenendes am 11. März 2011 ein Video aufgenommen, das den gesamten ansteigenden Tsunamifortschritt bis zur vollständigen Überflutung der Brücke zeigt. Der Tsunami drang dabei von zwei Seiten vor. Demnach betrug die Höhe des Tsunamis an der Brücke 7,2 m. Die Tsunami-Strömungsgeschwindigkeit in der Mitte der Bucht betrug etwa 6 m/s. Die zerstörte Brücke stellt ein typisches Beispiel für den Schadenstyp dar, der bei vielen Brücken während der Tōhoku-Katastrophe zu beobachten war. Die Brücken waren ausreichend für Erdbebenkräfte ausgelegt worden, nicht jedoch für die hydrodynamischen Kräfte einschließlich der Hubkräfte durch Tsunamis.
In Utatsu-Namiita und Utatsu-Minato wurden die meisten Häuser im Tiefland niedergerissen oder fortgeschwemmt. In der nördlichen Siedlung wurden eine Überflutungshöhe von 18,0 m und zwei Auflaufhöhen von 19,4 und 19,5 m gemessen, während in der südlichen Siedlung trotz ihrer Nähe zur nördlichen eine geringere Überflutungshöhe von 14,6 m und Auflaufhöhen von 14,5 und 14,0 m gemessen wurden. In Utatsu-Tanoura fiel der Tsunami 2011 mit Auflaufhöhen von 13 bis 16 m deutlich höher aus als die historischen Tsunamis (die Tsunamihöhen betrugen 1896 4–11 m, 1933 5–6 m, 1960 3 m und 2010 1 m). Nahezu jedes Haus in den niedrig gelegenen Gebieten wurde fortgeschwemmt und große Mengen an Schutt, Fischerbooten und Ausrüstung wurden vom Tsunami mitgeführt.
Die Tsunami-Mahnmale, die in der Stadt Minamisanriku vor dem Tōhoku-Tsunami 2011 für die Tsunamis von 1896 (Meiji-Sanriku-Tsunami), 1933 (Shōwa-Sanriku-Tsunami) und 1960 (Chile-Tsunami) – ein 2,6 m hohes Steindenkmal – errichtet worden waren, wurden von dem Tōhoku-Tsunami 2011 zerstört. Der Matsubara-Park in Shizugawa wurde schwer beschädigt. Die Bronzeskulptur des Kondors aus Chile ging verloren. Auch die Moai-Statue wurde umgestürzt. Ihr 2 Meter großer Kopf wurde im Tsunami von der Statue abgetrennt. konnte aber wieder gefunden und auf das Gelände der Shizugawa High School gebracht werden. Auch die Tsunami-Schilder, die in der ganzen Stadt als Flutmarken installiert worden waren, um die Tsunamihöhe des Chile-Tsunamis von 1960 anzuzeigen, wurden von dem Tsunami 2011 alle zugleich zerstört.
Das Erdbeben bei Shizugawa verursachte eine horizontale Verschiebung von 4,42 m und eine Absenkung von 0,75 m.

#### Opfer
In den ersten Tagen der Katastrophe berichteten Massenmedien, dass 10.000 Menschen (über 50 Prozent der Einwohner) in der Stadt Minamisanriku vermisst seien. Diese Nachrichten rückten die Stadt Minamisanriku in den Fokus der öffentlichen Aufmerksamkeit, doch stellte sich diese Angabe im Nachhinein als eine Falschinformation heraus, die als Ergebnis der Verwirrung in der Stadtverwaltung betrachtet werden kann. Es wurde auch angegeben, dass 95 Prozent der Stadt vom Tsunami zerstört worden seien.
Die Brand- und Katastrophenschutzbehörde (Fire and Disaster Management Agency, FDMA) meldete in ihrem 124. Schadensbericht vom 19. Mai 514 Tote und 664 Vermisste. Die Zahl der Toten erhöhte sich in der späteren Schadenserfassung bis zum 157. Schadensbericht im Jahr 2018 auf 620, während noch 211 Menschen vermisst wurden.
Gemessen an der Gesamtbevölkerung Minamisanrikus, die bei der Volkszählung von 2010 mit 17.429 angegeben worden war, betrug die Opferrate durch die Katastrophe von 2011 4,8 %, wenn alle in dem 157. FDMA-Schadensbericht vom 7. März 2018 registrierten Toten und Vermissten berücksichtigt werden beziehungsweise 4,66 %, wenn die in dem 153. FDMA-Schadensbericht vom 8. März 2016 registrierten Opfer (620 Tote und 212 Vermisste) abzüglich der von der Wiederaufbaubehörde (Reconstruction Agency, RA) gemeldeten katastrophenbedingten Todesfälle berücksichtigt werden, wodurch sich eine Zahl von 812 Toten und Vermissten ergibt. Mit der gleichen Datengrundlage, aber allein auf das Überflutungsgebiet des Tsunamis in Minamisanriku bezogen, das eine Fläche von 10 km2 umfasste, ergab sich eine Opferquote von 5,64 %, nach anderen Berechnungen 6,9 %. 14.389 Menschen und damit 83 % der Gesamtbevölkerung der Stadt Minamisanriku (wenn man mit Stand von 2010 von 17.431 Einwohnern ausgeht) hatten ihren Wohnsitz in dem am 11. März 2011 vom Tsunami überfluteten Gebiet gehabt.
Von den 240 kommunalen Angestellten ihres gesamten Mitarbeiterstabs verlor die Stadt 39 als tot oder vermisst.

#### Evakuierung
In Minamisanriku ist die Verwendung von Fahrzeugen sowohl während der Tsunami-Evakuierung als auch bei den alljährlichen Evakuierungsübungen untersagt, was mit der Gefahr von Verkehrsstaubildung, dem Ausfall von Verkehrssignalen während Stromausfällen, schlechtem Straßenzustand unmittelbar nach einem Erdbeben und dem möglichen schnellen Platzverbrauch in Evakuierungseinrichtungen durch die Fahrzeuge begründet wird.
Evakuierungsstätten
Unter den 10 Evakuierungsstätten, die in der Tsunami-Gefahrenkarte für das Shizugawa-Gebiet verzeichnet waren, die an alle Haushalte verteilt worden war, befanden sich 8 in Hügellage, von denen lediglich eine, in etwas tieferer Hügellage gelegene, vom Tsunami erfasst wurde.
Die beiden übrigen Evakuierungsstätten befanden sich nicht in Hügellage, sondern im bereits 1960 vom Chile-Tsunami überfluteten Gebiet. Es handelte sich um das Dach des öffentlichen Shizugawa-Krankenhauses und um das Dach der Fischereikooperative Shizugawa (ein vierstöckiges Gebäude). Beide Gebäude waren Konstruktionen mit einem Stahlgerüst oder aus Stahlbeton. Stabile Gebäude in Küstennähe wie diese wurden als „primäre Zufluchtsstätten“ bezeichnet und sollten beispielsweise im Falle eines Erdbebens als Evakuierungsstätten von den Bewohnern in Küstennähe genutzt werden. Der Tsunami vom 11. März 2011 zerstörte sie jedoch alle zugleich.
- Das mit 126 Betten ausgestattete Shizugawa-Krankenhaus (Public Shizugawa Hospital) bestand aus zwei Gebäuden, von denen eines vier und das andere fünf Geschosse hatte.[41][42][3] Der Tsunami überflutete vier Geschosse in beiden Gebäuden, erreichte jedoch nicht das fünfte Geschoss des fünfgeschossigen Gebäudes, in das viele Patienten und Angestellte des Krankenhauses evakuiert waren.[42] Die meisten der Menschen, die sich im Gebäude befanden oder vor der Ankunft des Tsunamis in dieses evakuiert waren (320), überlebten auf dessen Dach,[41] doch kamen 4 Angestellte und 70 Patienten (nach anderen Angaben: zusammen 71 Menschen[41]) im Gebäude zu Tode,[42] mehrheitlich Patienten, die aus Krankheit oder Schwäche nicht in das oberste Geschoss hatten flüchten können.[41] Viele Patienten wurden gerettet, indem das Krankenhauspersonal sie vor Ankunft des Tsunamis über die Treppen in das fünfte Geschoss transportiert hatte.[42]

- Das Gebäude der Fischereikooperative war trotz seiner geringen Höhe mit lediglich zwei Geschossen für die vertikale Evakuierung ausgewiesen worden, weil es sich im Besitz einer öffentlichen Organisation befand, die somit ihre Arbeiter schützen wollte. Das Gebäude wurde jedoch am 11. März 2011 nicht für die Evakuierung benutzt.[41]

Insgesamt lagen vier ausgewiesene Tsunamievakuierungsgebäude in der Nähe des Meeresufergebiets, das in einer Höhe von 11 m über dem Boden überflutet wurde. Dazu zählten neben dem Shizugawa-Krankenhaus und der Fischereikooperative noch das Takano-Kaikan-Hochzeitsfeiergebäude und der Matsubara-Gemeindeapartmentblock.
- Da das Waterfront-Gebiet zu weit von den umgebenden Hügeln entfernt lag und nicht genug hohe Gebäude in diesem Gebiet waren, war das im Besitz der Stadt befindliche, viergeschossige Stahlbetongebäude des Matsubara-Gemeindeapartmentblocks nahe der Küstenlinie speziell unter Anwendung der Richtlinien für Tsunami-Evakuierungsgebäude (Guidelines for Tsunami Evacuation Buildings vom Cabinet Office, Government of Japan = 内閣府, 2005) im Jahr 2007 dafür errichtet worden, als Tsunamievakuierungsgebäude für eine große Menge an Menschen der benachbarten Sportanlage zu dienen.[2][41][3] Es war für die vertikale Evakuierung ausgewiesen worden.[3] Da das Gebäude gebaut wurde, nachdem die Tsunamievakuierungsausschilderung erst im Jahr 2004 allgemein eingeführt worden war, handelte es sich beim Matsubara-Gemeindeapartmentblock um das einzige Gebäude mit solch einer Ausschilderung. Anfänglich bestanden aufgrund seines Standortes öffentliche Bedenken gegen seine Funktion für die Tsunamievakuierung, doch kam man darin überein, sein Dach werde eine sichere Höhe für die Evakuierung bieten.[41] Der Tsunami vom 11. März 2011 zerstörte in seinem Rückfluss den niedrigen Seawall, der das Gebäude auf der zum Meer hingewandten Seite schützte. Zwar überstand das in Längsrichtung parallel zur Hafenuferlinie errichtete Gebäude des Matsubara-Gemeindeapartmentblocks die Katastrophe bis auf Unterspülungen an den Seiten des Gebäudes mit lediglich geringem Schaden an tragenden Teilen.[2][41][3] Doch überspülte der Tsunami alle vier Geschosse[2][41][3] und auch das Dach des Gebäudes bis zu einer Höhe von rund 70 cm, so dass ein Überlebender auf dem Dach seine Tochter auf den Arm nehmen musste, um sie vor Nässe zu schützen.[2] Insgesamt überlebten 44 Menschen auf dem Dach.[41] Der Tsunami erreichte hier Tsunamispuren zufolge eine Überflutungshöhe von mindestens 14,3 m und einem Zeugenbericht zufolge 15,4 m.[2]

- Das 160 m landeinwärts vom Matsubara-Gemeindeapartmentblock[41] rund 300 m von der Shizugawa-Bucht entfernt und auf flachem Land gelegene[43] Takano-Kaikan-Hochzeitsfeiergebäude in Shizugawa bot am Tag der Katastrophe etwa 330 Hotelgästen und Angestellten Zuflucht, die im Gebäude verharrt hatten.[41][43] Bei den meisten handelte es sich um ältere Menschen, die zum Zeitpunkt des Erdbebens an einer Versammlung teilgenommen hatten.[41] Die schnelle Reaktion der Angestellten rettete ihnen das Leben.[43] Bis auf seine Verglasung nahm das Gebäude nur geringe Schäden, während unmittelbar seewärts gelegene Stahlbetonbauten zusammenstürzten. Der in Kesennuma ansässige Gebäudeeigner Abecho Shoten Co. Ltd. beabsichtigt, das Gebäude als Katastrophenruine zu erhalten. Mitarbeiter des Hotels Kanyo in Minamisanriku, eines der Unternehmen von Abecho Shoten Co. Ltd., beteiligen sich an Aktivitäten als Geschichtenerzähler über die Katastrophe.[43] Die Gebäudeeigner hatten die Bereitstellung des Gebäudes für Evakuierungszwecke als soziale Verantwortung des Unternehmens betrachtet.[41] Die hohe Anzahl der Überlebenden machten das Gebäude neben dem des Katastrophenschutzzentrums zu einem Kandidaten für eine zu bewahrende Katastrophenruine.[43]

Katastrophenschutzzentrum
In Minamisanriku wurde ein bedeutender Anteil der Informationsübermittlung durch drahtlose digitale Radiosysteme bewerkstelligt. Dafür dienten 105, über die ganze Stadt verteilte Lautsprecher und drahtlose Radioempfänger (Typ: OKI RV8602), die von der Gemeindeverwaltung an alle Haushalte vermietet wurden. Öffentliche Ämter, Schulen und Fabriken waren ebenfalls mit drahtlosen Empfängern in einem Stückwert von 50.000 JPY ausgestattet. Die Drahtlosempfänger waren für die meiste Zeit für den Standbybetrieb ausgelegt, empfingen automatisch Tsunamiwarnungen und wurden über das Stromnetz und im Fall von Stromausfällen über Batterie betrieben. Am 11. März 2011 wurden die Tsunamiwarnungen äußerst effizient über dieses Netzwerk verbreitet.
Das Regierungsgebäude der Stadt Minamisanriku war aufgrund seines Alters als nicht widerstandsfähig für den Fall des erwarteten Miyagi-Tsunamis erachtet worden. Daher war ein vorläufiges Regierungsgebäude für Katastrophenschutzmaßnahmen errichtet worden, in dem die Regierung eine Fachstelle eingerichtet hatte, die das „Krisenmanagement-Abteilung“ genannte Notfallmanagement übernommen hatte. Der dreigeschossige, 12 m hohe Stahlskelettbau in Shizugawa-Shioirim, der als Government Office for Disaster Prevention, Crisis Management Department (CMD), Municipal building for disaster-prevention oder Disaster Management Center bezeichnet wurde, lag in einem Risikogebiet, das während des Chile-Tsunamis 1960 2,4 m tief überflutet war. Es war 1995 als Regierungsgebäude der ehemaligen Stadt Shizugawa erbaut worden und lag für den Fall eines ausgedehnten Schadens, wie er dem Chile-Tsunami von 1960 entsprach, etwa 400 bis 500 Meter landeinwärts von der Küste am Hafen entfernt.
Dieses Gebäude für Katastrophenverhütung wurde um 15:35 Uhr (nach anderen Angaben: 15:25 Uhr), 48 Minuten nach dem Erdbeben (der Zeitpunkt ist durch ein Zeitstempelfoto belegt, das vom Dach des Gebäudes gemacht wurde), durch den Tsunami getroffen, zerstört und bis zum Dach überflutet. Der Tsunami hatte eine Höhe von 15,5 m. Sein Eintreffen unterbrach die in Arbeit befindliche Tsunamiwarnung. Die Mitarbeiter in diesem Zentrum für Notfallmaßnahmen und Tsunami-Warnung in Minamisanriku sendeten die Evakuierungsaufforderungen über Radio, bis ihr Gebäude selbst vom Tsunami überspült wurde. Der Tsunami überflutete das Gebäude bis zu seinem Dach in einer Höhe von 10 m über dem Boden und beschädigte das Gebäude, das jedoch stehen blieb.
43 Menschen, darunter Einwohner, Besucher von außerhalb der Stadt und 33 Mitarbeiter des Amtsstabes, kamen in dem Gebäude um. Etwa 30 Menschen suchten auf dem Dach Zuflucht. Lediglich zehn der Mitarbeiter (nach anderen Angaben: 11 Personen) überlebten auf dem Dach, indem sie sich an Antennenmasten auf dem Dach des Gebäudes festklammerten. Die übrigen 20 (nach anderen Angaben: etwa 30) Beamten oder Mitarbeiter im Öffentlichen Dienst, die sich während des Tsunamis auf dem Dach des Katastrophenschutzzentrums versammelt hatten, kamen ums Leben. Entgegen anderslautender Darstellung überlebte der Stadtbürgermeister Jin Sato (佐藤仁) auf dem Dach des Gebäudes.
Es wurden in der Folge verschiedene Geschichten über den Tod von öffentlichen Angestellten, Beamten und freiwilligen Feuerwehrleuten im vom Tsunami betroffenen Gebiet verbreitet. Die städtische Beamte Miki Endo, die für die öffentlichen Durchsagen von Notfallinformationen zuständig war und auf ihrem Posten im zweiten Stock geblieben war, um die Durchsagen fortzusetzen, gehörte zu den Todesopfern. Ihr wurde nachträglich die Rettung vieler Menschen zugeschrieben, die ihre Aufforderung beachtet hatten, sich auf höheres Gelände zu flüchten. Die Stimme dieser Frau, über die berichtet wurde, dass sie ihre Hochzeit für September 2011 geplant habe, wurde als „Stimme eines Engels“ beschrieben, die – obwohl von Furcht und Besorgnis getönt – vielen Menschen Mut verliehen habe.
Von dem Gebäude überdauerte nur das Stahlskelett den Tsunami. Es wurde zu einem Denkmal der Katastrophe und in der Folge von vielen Menschen zum Gebet für die Opfer besucht. Stadtbürgermeister Sato, der zunächst die Absicht erklärt hatte, das Gebäude zu bewahren, sprach sich im September 2013 aufgrund der Erhaltungskosten für dessen Abriss aus. Im Dezember 2013 fügte die Präfektur Miyagi das Gebäude jedoch zur 14 Kandidaten umfassenden Liste für die Untersuchung als Katastrophenruinen in Miyagi hinzu und die Entscheidung der Stadt zum Abriss wurde ausgesetzt. Ein Treffen von Experten für Katastrophenruinen im Dezember 2014 sprach dem Erhalt des Gebäudes als Katastrophenruine erheblichen Wert zu. Das Gebäude wird bis zum Jahr 2031 als Gebäude der Präfektur Miyagi dienen, welche die Wartungs- und Betriebskosten für die Stadt übernehmen wird, so dass die Entscheidung über den Erhalt oder Abriss des Gebäudes verschoben wird.

#### Wiederaufbau
Unter den kommunalen Angestellten der Gemeinde, die in diesem Gebäude ihr Leben verloren, befanden sich auch diejenigen, die nach einer Katastrophe den Wiederaufbau leiten sollten, so dass die Funktionalität der Verwaltung weitgehend gelähmt wurde.
Ähnlich zu dem Wiederaufbauplanungsprozess der Präfekturen richteten auch die japanischen Gemeinden nach der Katastrophe von 2011 Wiederaufbauplanungsausschüsse ein, die Experten, Einwohner und Gemeindevertreter einschlossen. Diese verwendeten in der Regel Umfragen und Workshops, um die Meinungen der Einwohner in die Pläne einzubeziehen. In Minamisanriku spielte ein Einwohnerausschuss eine Schlüsselrolle beim Vorschlag von „symbolischen Projekten“, die dann in den Wiederaufbauplan der Stadt integriert wurden. Die japanischen Gemeinden versuchten über den Flächennutzungsplan einen Konsens für die Wiederaufbaustrategie zu erreichen. Der Flächennutzungsplan basierte auf Tsunami-Simulationen, die von den Präfekturalregierungen für zwei verschiedene Level von Tsunamis durchgeführt wurden: Zum einen für einen Tsunami des Levels 1, der sich mit relativ hoher statistischer Wahrscheinlichkeit (einmal in 100 oder weniger Jahren) ereignet und bedeutende Schäden verursacht. Zum anderen für einen Tsunami des höchsten Levels (Level 2, dazu zählt auch der Tōhoku-Tsunami 2011), der sich mit geringerer statistischer Wahrscheinlichkeit (lediglich etwa einmal in 1.000 Jahren), aber die Gefahr verheerender Zerstörungen in sich birgt. Die Küsten-Seawalls wurden in der Regel in ihrer Höhe für die häufiger auftretenden Tsunamis ausgelegt, während sie von Tsunamis des höchsten Levels überflutet werden und damit die Stadt überschwemmt werden konnte. Die Flächennutzungspläne sahen Maßnahmen wie Verlagerung von Wohngebieten, Landerhöhung und einen mehrfachen Schutz durch Wälder und / oder Straßen vor, der den Überflutungspegel in den Wohngebieten voraussichtlich auf unter 2 Meter begrenzen sollte, so dass das Fortspülen der Häuser unwahrscheinlich wurde. Niedrig gelegene Gebiete sollten – so auch im Wideraufbaukonzeopt der Stadt Minamisanriku – Parks, Handel und Industrie vorbehalten sein. Für einen Tsunami des höchsten Levels (Überflutung mit maximalem Pegel) war somit die Evakuierung der Einwohner notwendig, so dass Frühwarnsysteme und Fluchtwege von entscheidender Bedeutung waren. In den Küstengebieten des nördlichen Teils der Präfektur Miyagi mit Minamisanriku war – wie in der Präfektur Iwate – nicht genügend Land für die Umsiedlung verfügbar, da Küste von steil aufragendem Gebirge gesäumt ist. Daher waren in der Stadt Minamisanriku viele Fischerdörfer in Küstenlage vom Tsunami 2011 schwer getroffen worden und mussten umgesiedelt werden. Da die Einwohner jedoch zur Sicherung ihres Lebensunterhalts in der Nähe ihres Heimatorts und des Fischereihafens leben wollten, wurde eine Politik der separaten Umsiedlung vorgeschlagen, bei der jedes Dorf auf einen kleinen Ort in Hanglage nahe seinem ursprünglichen Standort umzog.

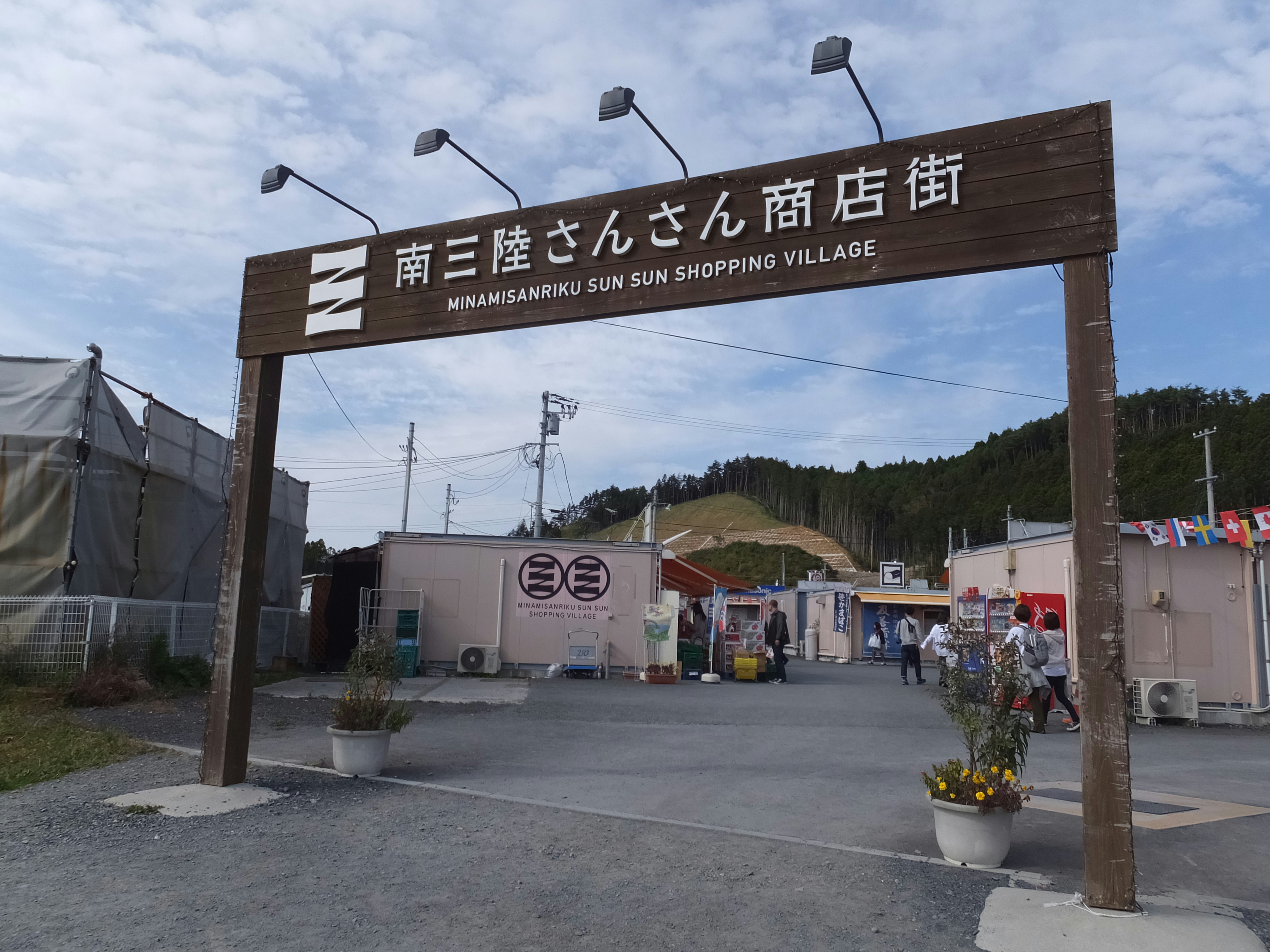
Das provisorische Einkaufszentrum Minamisanriku sun sun shopping village (南三陸さんさん商店街) (Foto: 22. Oktober 2016)

Etwa ein Jahr nach der Katastrophe wurde die provisorische Einkaufsmeile Minamisanriku Sun Sun Shopping Village in der Nähe des vom Tsunami zerstörten Katastrophenschutzzentrums eröffnet. Nachdem der chilenische Präsident, Sebastián Piñera, der Stadt Minamisanriku im März 2012 bei einem Besuch von Minamisanriku eine größere und stärkere Statue versprochen hatte, präsentierte er zu Weihnachten 2012 eine neue, zusammen mit ihrem Sockel fünf Meter hohe und 6 Tonnen schwere Moai-Statue, als Ersatz für die alte, die bei dem Tsunami 2011 zerstört worden war. Stadtbürgermeister Jin Sato hatte zuvor im Jahr gesagt, die Menschen hätten die alte Statue geliebt, die ein „Symbol des Wiederaufbaus“ gewesen sei. Die neue Statue wurde eigens für den Zweck auf der Osterinsel aus Stein gehauen. Sie wurde zwischenzeitlich in Tokio ausgestellt und später in Minamisanriku beim Minamisanriku Sun Sun Shopping Village aufgestellt.
In Minamisanriku-Region konnten die meisten Menschen nicht mehr in der Küstenebene siedeln. Die Frage, wie die ausgedehnten Gebiete, die nicht mehr als Wohngebiete, sondern als gefährdet ausgewiesen waren, genutzt werden konnten, stellte ein entscheidendes Problem dar. Alternative Verwendungsformen für solche Flächen blieben unklar. Die meisten japanischen Kommunalverwaltungen planten in solchen Fällen, sie für Parkanlagen, Tourismus (Entwicklung von Einrichtungen wie Souvenirläden und Restaurants) und Fischerei (Entwicklung von Fischverarbeitungsbetrieben und damit verbundenen Einrichtungen) zu verwenden, während einige Lokalregierungen die Entwicklung von Projekten erneuerbarer Energie ins Auge fassten, um Solar- und Windenergie zu erzeugen.
Laut Regierungsstatistiken kam es nach der Katastrophe von 2011 zu Bevölkerungsbewegungen, bei denen eine große Anzahl von Menschen aus den betroffenen Gemeinden fortzogen. Die Kluft zwischen Abwanderern und Zuwanderern im Verhältnis zur Gesamtbevölkerung im Jahr 2011 war besonders hoch für Küstengemeinden, wobei Minamisanriku mit 9,4 % eine besonders hohe Kluft aufwies (noch vor Yamamoto mit 8,9 % und Ōtsuchi mit 8,5 %). Diese Kluft war auch bei jungen Menschen (jünger als 15 Jahre alt) groß, wiederum besonders in Minamisanriku mit 14,6 % (noch vor Onagawa mit 13,2 %), was auch die Sorge über die Alterung der Bevölkerung steigerte. In Minamisanriku gaben einige Einwohner den Wiederaufbau aufgrund fehlender Mittel völlig auf und planten entweder, die Stadt zu verlassen oder in den öffentlichen Wohnungsbau zu ziehen.

## Verkehr
Minamisanriku ist an das Schienennetz angeschlossen durch die JR East Kesennuma-Linie nach Maeyachi in Ishinomaki oder nach Kesennuma. Der Hauptbahnhof ist Shizugawa. Fernstraßen sind die Nationalstraßen 45 nach Sendai oder Aomori und 398 nach Ishinomaki oder Yurihonjō.

## Bildung
In Minamisanriku befinden sich fünf Grundschulen, vier Mittelschulen und die präfekturale Shizugawa-Oberschule.

## Städtepartnerschaften
Minamisanriku unterhält seit dem 17. Mai 2006 eine Partnerschaft mit Shōnai im Inland. Diese geht auf eine im Oktober 1968 geschlossene Städtefreundschaft zwischen dem früheren Utatsu und dem 2005 in Shōnai aufgegangen Tachikawa zurück.

## Film
- Minamisanriku - Schicksal einer Stadt (Deutschland, 2012, 52 Min., online bei arte.tv)

## Weblinks

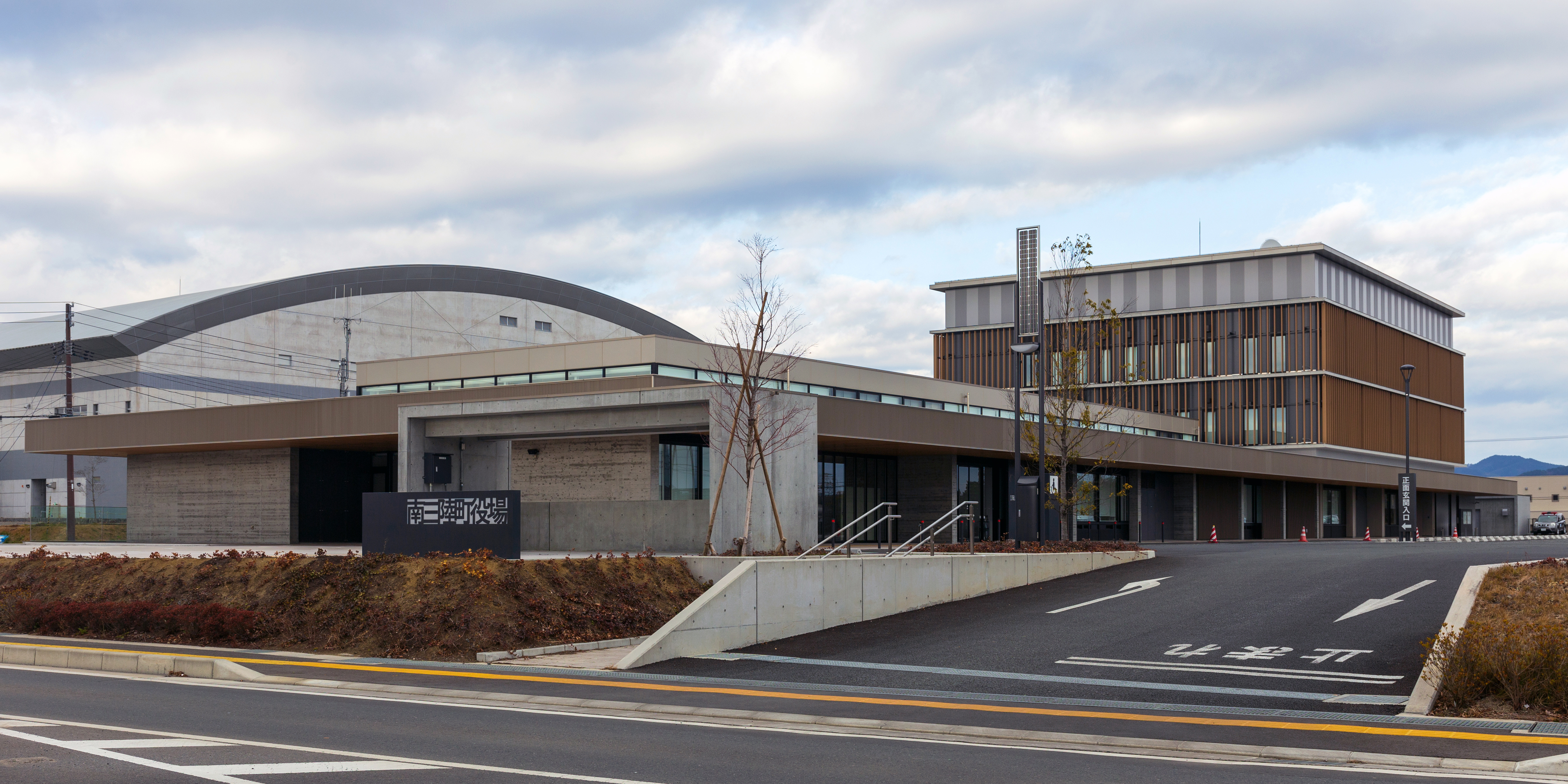
Rathaus der Präfektur Miyagi Minamisanriku